# Mangkukusuman
Mangkukusuman is een bestuurslaag in het regentschap Tegal van de provincie Midden-Java, Indonesië. Mangkukusuman telt 4691 inwoners (volkstelling 2010).